# Ohne dich
«Ohne Dich» («Без тебе») — дев'ятнадцятий сингл гурту «Rammstein».

## Відеокліп
Відеокліп знімався з 23 по 25 жовтня 2004 року в долині Каунов, а також  на льодовику долини Pitz (Тіроль, Австрія). За сюжетом всі учасники групи підіймаються на гору. Тілль під час сходження зривається і падає вниз. Його друзі змушені ампутувати йому відморожену ногу, а потім несуть покаліченого і вмираючого Тілля на саму вершину гори. Перед смертю Тілль встигає оглянути з вершини гори всю долину.

## Живе виконання
Вперше пісня була виконана у квітні 2000 року, але не ввійшла до трек-листу концертів туру «Mutter». Композицію виконували на кожному виступі туру «Reise, Reise».

## Список треків
1. «Ohne dich» (Album edit) — 4:31
2. «Ohne dich» (Mina Harker's Version — Remix by Laibach) — 4:09
3. «Ohne dich» (Sacred Mix — Remix by Sven Helbig) — 4:34
4. «Ohne dich» (Schiller Mix) — 5:22
5. «Ohne dich» (Under Byen Remix) — 5:48
6. «Ohne dich» (Beta Version) — 4:23